# Simon Cairns, 6. Earl Cairns
Simon Dallas Cairns, 6. Earl Cairns (* 27. Mai 1939) ist ein britischer Peer und Politiker.

## Leben
Er ist der Sohn des Konteradmirals David Cairns, 5. Earl Cairns. Als dessen Heir Apperent führte er von 1946 bis 1989 den Höflichkeitstitel Viscount Garmoyle. Seine Mutter ist Barbara Jeanne Harrisson Burgess.
Er wurde am Eton College in Windsor und am Trinity College der Cambridge University ausgebildet. Zwischen 1979 und 2000 war er Geschäftsführer bzw. Vorstand verschiedener Investmentbanken.
Beim Tod seines Vaters erbte er 1989 dessen Adelstitel, einschließlich des damit verbundenen Sitzes im House of Lords. Sein erblicher Parlamentssitz wurde ihm durch Inkrafttreten des House of Lords Act 1999 entzogen.
Von 1990 bis 2000 hatte er das Amt des Schatzmeisters (Receiver-General) des Herzogtums Cornwall inne.
1992 wurde er als Commander in den Order of the British Empire (CBE), 2000 als Commander in den Royal Victorian Order (CVO) aufgenommen.

## Ehe und Nachkommen
Am 4. Februar 1964 heiratete er Amanda Mary Heathcoat-Amory. Mit ihr hat er drei Kinder:
- Hugh Sebastian Frederick Cairns, Viscount Garmoyle (* 1965)
- David Patrick Cairns (* 1967)
- Alastair Benedict Cairns (* 1969)